# Dasychira gonophora
Dasychira gonophora är en fjärilsart som beskrevs av Holland 1893. Dasychira gonophora ingår i släktet Dasychira och familjen tofsspinnare. Inga underarter finns listade i Catalogue of Life.